# آلفا-بانک
آلفا-بانک (سهامی) (انگلیسی: Alfa-Bank) شرکت خزانه داری گروه آلفا، بزرگترین بانک خصوصی در روسیه است. این شرکت توسط میخاییل فریدمن تاجر روسی، که هنوز هم کنترل شرکت را عهده‌دار است، تأسیس شد. مقر اصلی آلفا بانک مسکو است. این شرکت در هفت کشور فعالیت می‌کند و خدمات مالی را به بیش از ۴۰٬۰۰۰ مشتری فعال و ۵٬۳ میلیون مشتری خرده فروشی ارائه می‌دهد. فعالیت اصلی آلفا بانک در روسیه و اوکراین است و از نظر سرمایه جزو ۱۰ بانک بزرگ در هر دو کشور می‌باشد. در نظرسنجی ۱۰۰۰ بانک برتر جهان در سال ۲۰۰۹ توسط مجله بنکر، آلفا بانک در رتبه ۲۷۰ قرار گرفت.